# Eupelops engelbrechti
Eupelops engelbrechti är en kvalsterart som beskrevs av Grobler 1989. Eupelops engelbrechti ingår i släktet Eupelops och familjen Phenopelopidae. Inga underarter finns listade i Catalogue of Life.